# Autoethnonyme
Un autoethnonyme est l'ethnonyme qu'un groupe humain se donne à lui-même, le nom par lequel il se désigne. Par exemple, « Deutsche » est l'autoethnonyme des Allemands, « Έλληνες » est celui des Grecs.